# Frédéric Thomas (football)
Pour les articles homonymes, voir Frédéric Thomas et Thomas.
Frédéric Thomas, né le 10 août 1980 à Sarcelles, est un footballeur français, entraîneur des U-15 du Mans FC.

## Biographie

### Formation au MUC72
Il commence sa carrière professionnelle au Mans. C'est là qu'il débute en Ligue 2, puis en Ligue 1, et voit la relégation immédiate en 2004, 1 an après avoir accédé à l'élite. Cependant, il reste au club et participe à la remontée immédiate en 2005. Il est alors considéré comme un élément moteur d'autant plus qu'expérimenté. Mais en 2006, il décide, comme d'autres manceaux, de tenter l'aventure ailleurs. Il signe ainsi à Auxerre. 

### Passage à l'AJ Auxerre
Avec l'AJ Auxerre, il dispute près de 56 matchs de Ligue 1 et découvrira aussi la Coupe d'Europe avec 7 matchs disputés.

### Retour au Mans
À la suite de deux saisons mitigées à l'AJA, Frédéric Thomas décide de retourner dans son club formateur, Le Mans, lors de l'intersaison 2008. Il compte profiter des nombreux départs engendrés par le mercato 2008-2009 pour regagner sa place. Il prend le poste de Romaric ainsi que son brassard de capitaine comme le décide son nouvel entraîneur Yves Bertucci. Pourtant, la saison est difficile et Le mans se sauve lors de la dernière journée bien que n'ayant été qu'une seule fois dans la zone rouge. Avec trois entraîneurs en une seule saison (Bertucci, Jeandupeux et Cormier), Thomas est le seul rempart intangible de l'équipe en conservant son rôle de capitaine. Pour autant, il ne séduit pas toujours le public de Bollée, notamment par son manque d'agressivité et de potentiel offensif, notamment en comparaison de Romaric qui savait marquer en cours de jeu et surtout sur coup franc. À l'intersaison 2009-2010 et avec l'arrivée de Paulo Duarte à la tête de l'équipe, il partage le brassard avec Grégory Cerdan.
Après la relégation en Ligue 2 pour la saison 2010-2011, il reste au club (malgré une diminution acceptée de 50 % de son salaire) pour tenter de remonter en Ligue 1 et ainsi réaliser une troisième montée avec son club formateur. La fin de saison est cruelle, avec un échec à la différence de but. 
Pour la saison 2011-2012, le club repart avec un effectif très remanié à la suite des nombreux départs de joueurs plus ou moins cadres et donc le club va s'appuyer sur ses jeunes et son centre de formation. Frédéric sera le joueur le plus expérimenté de l'équipe et va tout faire pour aider les jeunes à réussir dans cette dure Ligue 2 avec l'aide du gardien gabonais Didier Ovono, toujours au club et de la recrue en défense centrale Mamadou Doumbia. Pendant les matchs amicaux, il porte le brassard de capitaine à chaque fois qu'il est sur le terrain, soit deux fois 45 minutes contre Créteil et le Paris FC, ainsi que pendant 79 minutes contre Nancy. Il est donc en pôle pour le capitanat, suivi des deux autres cadres, Ovono et Doumbia. 
Pour le capitanat, cette saison, ce n'est pas l'entraîneur qui choisit mais le groupe lui-même. Frédéric est donc été élu par les joueurs pour être le capitaine cette saison.
Le 24 mai 2012, il prolonge son contrat avec Le Mans jusqu'en 2015. Malheureusement, le club manceau en proie à de graves difficultés financières est relégué administrativement jusqu'en Division d'Honneur le 9 juillet 2013.

### Au GF38
Libre de tout contrat, Frédéric Thomas reste sans club jusqu'au mercato d'hiver où il signe au Grenoble Foot 38 en CFA.
Il marque lors de son premier match sous ses nouvelles couleurs contre Marignane le 15 février. Ce sera son seul but de la saison en championnat. Il reste deux saisons de plus au GF38 toujours en CFA. Son bilan grenoblois est d'une cinquantaine de matchs de CFA et 2 deux buts. 

### Entraîneur
Après son passage Grenoblois, il reste un an et demi sans jouer. Il s'entraîne avec Mulsanne Téloché dès l'été 2016 mais signer au club. Il rejoint l'AS Mulsanne Téloché durant le mercato d'hiver 2018, en Régionale 1 des Pays de la Loire. Après avoir participé comme joueur lors de la première saison, il devient ensuite entraîneur-adjoint.
Dans ce club, il gère les 17 ans Elite et aide Pascal Lesourd pour l'équipe première. Il suit les cours pour passer le BEF avec la promotion 2018-2019 à l'Institut Régional de Formation du Football de la Ligue des Pays de la Loire. Après avoir obtenu de son BEF, il prend la gestion de l'équipe première 2019-2020.
En 2021 il retourne au Mans FC pour exercer le métier d'entraîneur auprès des jeunes U15.

## Carrière
- 1986-1994 :  UF Fosses
- 1994-2001 :  Puiseux-Louvres
- 2001-2006 :  Le Mans UC
- 2006-2008 :  AJ Auxerre
- 2008-2013 :  Le Mans UC
- 2014-2016 :  Grenoble Foot 38 [7]